# Nepenthes tenax
Nepenthes tenax este o specie de plante carnivore din genul Nepenthes, familia Nepenthaceae, ordinul Caryophyllales, descrisă de C. Clarke și R. Kruger. Conform Catalogue of Life specia Nepenthes tenax nu are subspecii cunoscute.

## Galerie de imagini

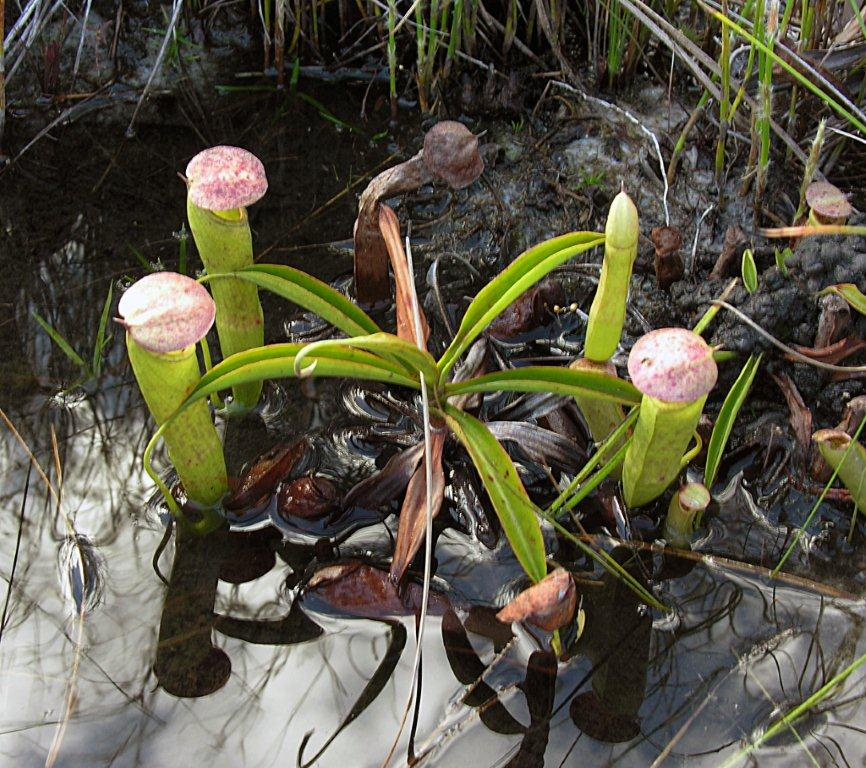